# Jabłonowskij
Jabłonowskij (ros. Яблоновский) – osiedle typu miejskiego w Rosji, w Adygei. 

## Demografia
- 2010 – 26 171[2]
- 2021 – 39 804[1]

## Nauka i oświata
Na osiedlu zlokalizowana jest filia Majkopskiego Państwowego Uniwersytetu Technologicznego.